# Los Angeles Chargers 2025
La stagione 2025 dei Los Angeles Chargers sarà la 55ª della franchigia nella National Football League, la 66ª complessiva e la seconda con Jim Harbaugh come capo-allenatore.

## Scelte nel Draft 2025

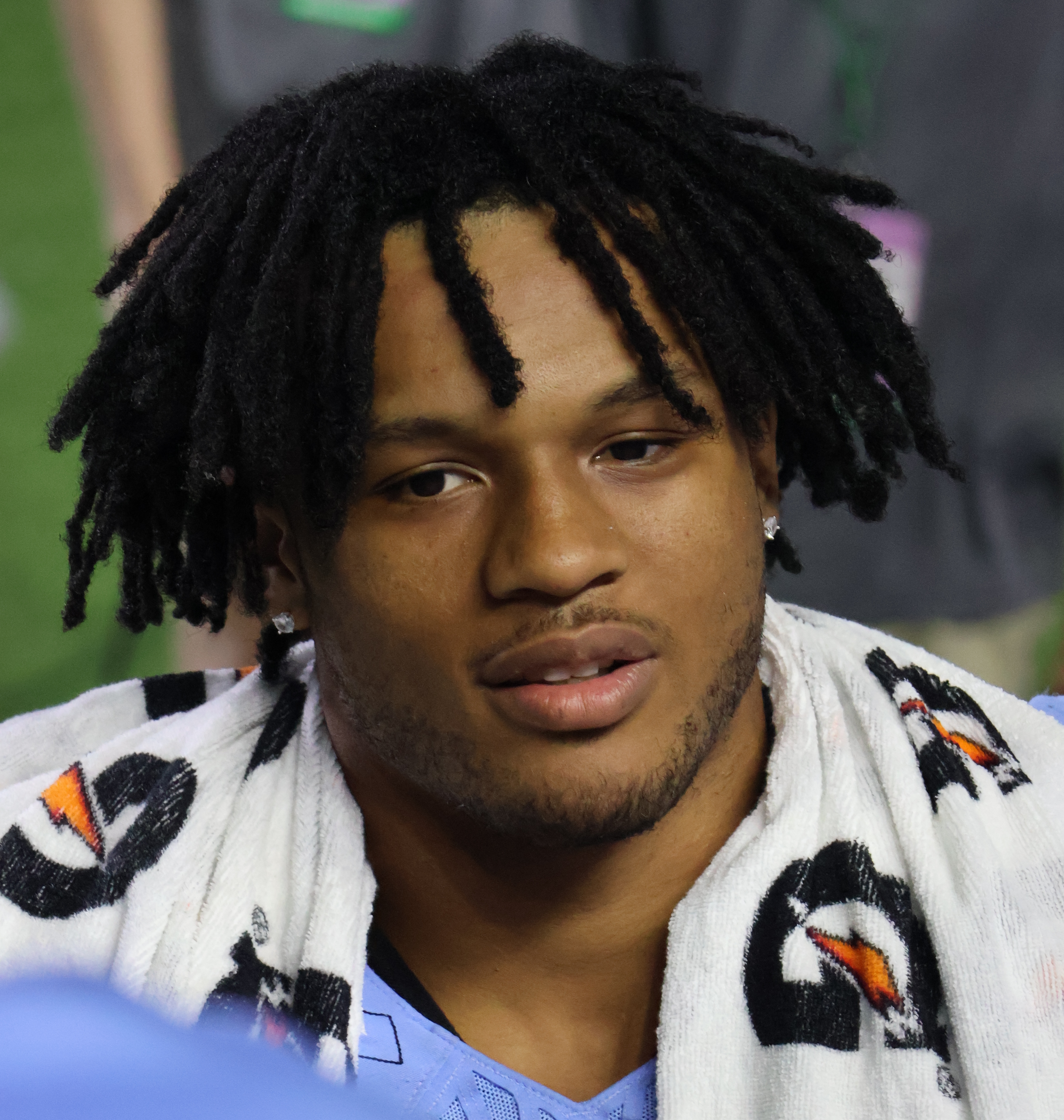
La scelta del primo giro dei Chargers nel 2025 Omarion Hampton

| Scelte dei Chargers nel Draft 2025 |        |                                      |                                      |                                      |                      |
| Giro                               | Scelta | Giocatore                            | Ruolo                                | College                              | Note                 |
| 1                                  | 22     | Omarion Hampton                      | RB                                   | North Carolina                       |                      |
| 2                                  | 55     | Tre Harris                           | WR                                   | Ole Miss                             |                      |
| 3                                  | 86     | Jamaree Caldwell                     | DT                                   | Oregon                               |                      |
| 4                                  | 125    | Kyle Kennard                         | DE                                   | South Carolina                       |                      |
| 5                                  | 158    | KeAndre Lambert-Smith                | WR                                   | Auburn                               |                      |
| 5                                  | 165    | Oronde Gadsden II                    | TE                                   | Syracuse                             | Dagli Eagles         |
| 6                                  | 181    | Scambiata con i Philadelphia Eagles  | Scambiata con i Philadelphia Eagles  | Scambiata con i Philadelphia Eagles  | Dai Patriots         |
| 6                                  | 199    | Branson Taylor                       | OT                                   | Pittsburgh                           |                      |
| 6                                  | 209    | Scambiata con i Philadelphia Eagles  | Scambiata con i Philadelphia Eagles  | Scambiata con i Philadelphia Eagles  | Scelta compensatoria |
| 6                                  | 214    | R.J. Mickens                         | S                                    | Clemson                              | Scelta compensatoria |
| 7                                  | 218    | Scambiata con gli Atlanta Falcons    | Scambiata con gli Atlanta Falcons    | Scambiata con gli Atlanta Falcons    |                      |
| 7                                  | 238    | Scambiata con i New England Patriots | Scambiata con i New England Patriots | Scambiata con i New England Patriots |                      |
| 7                                  | 256    | Trikweze Bridges                     | S                                    | Florida                              | Scelta compensatoria |

## Staff
| Staff dei Los Angeles Chargers |
| --- |
| Organi dirigenziali - Chairman/proprietario – Dean Spanos - Vice chairman/proprietario – Michael Spanos - Presidente delle operazioni degli affari – A. G. Spanos - Presidente delle operazioni del football – John Spanos - Vice presidente esecutivo/COO – Jeanne Bonk - Vice presidente esecutivo dell'amministrazione del football/finanze dei giocatori – Ed McGuire - General manager – Joe Hortiz - Assistente general manager – Chad Alexander - Direttore della strategia del personale dei giocatori – Corey Krawiec - Direttore degli osservatori del college – Dennis Abraham - Direttore del genitore del personale professionistico – Louis Clark - Assistente del direttore degli osservatori dei professionisti – Tyler Lyon Capo allenatore - Jim Harbaugh Altri allenatori - Direttore delle prestazioni sportive – Ben Herbert - Preparatore atletico – Jonathan Brooks - Preparatore atletico – Devin Woodhouse - Direttore dell'analisi delle prestazioni – Ben Rabe - Analista delle prestazioni – Lincoln Dewolf Allenatori dell'attacco - Coordinatore offensivo – Greg Roman - Coordinatore gioco sui passaggi – Marcus Brady - Quarterback – Shane Day - Running back – Kiel McDonald - Wide receiver – Sanjay Lal - Tight end/coordinatore gioco sulle corse – Andy Bischoff - Offensive line – Mike Devlin - Assistente offensive line – Nick Hardwick - Assistente attacco senior – Marc Trestman - Assistente attacco - Kirk Campbell - Assistente attacco – Phil Serchia - Assistente attacco/quarterback – Jonathan Goodwin - Controllo qualità attacco/wide receiver – Jeff Carpenter Allenatori della difesa - Coordinatore difensivo – Jesse Minter - Defensive line – Mike Elston - Assistente defensive line – Will Tukuafu - Linebacker – NaVorro Bowman - Defensive back – Steve Clinkscale - Safety – Adam Fuller - Analista difesa senior – Rick Minter - Assistente difesa – Dylan Roney - Assistente difesa – Mike Hiestand - Controllo qualità difesa – Robert Muschamp Allenatori dello special team - Coordinatore special team – Ryan Ficken - Assistente special team – Chris Gould |

## Roster
| Roster dei Los Angeles Chargers |
| --- |
| Quarterback - 8 Taylor Heinicke - 10 Justin Herbert - 2 Easton Stick Running Back - 27 J.K. Dobbins - 4 Gus Edwards - 28 Hassan Haskins - 30 Kimani Vidal Wide Receiver - 9 D.J. Chark - 12 Derius Davis - 87 Simi Fehoko - 1 Quentin Johnston - 15 Ladd McConkey - 5 Josh Palmer - 82 Brenden Rice Tight End - 81 Will Dissly - 88 Hayden Hurst - 84 Stone Smartt Offensive Linemen - 76 Joe Alt T - 75 Bradley Bozeman C - 64 Brenden Jaimes G - 77 Zion Johnson G - 71 Jordan McFadden G - 79 Trey Pipkins T - 68 Jamaree Salyer G - 73 Foster Sarell T - 70 Rashawn Slater T Defensive Linemen - 92 Justin Eboigbe DE - 95 Poona Ford NT - 56 Morgan Fox DE - 99 Scott Matlock DE - 93 Otito Ogbonnia NT - 90 Teair Tart NT Linebacker - 97 Joey Bosa OLB - 25 Junior Colson ILB - 48 Bud Dupree OLB - 43 Troy Dye ILB - 0 Daiyan Henley ILB - 52 Khalil Mack OLB - 6 Denzel Perryman ILB - 45 Tuli Tuipulotu OLB Defensive Back - 24 A.J. Finley FS - 7 Kristian Fulton CB - 32 Alohi Gilman FS - 20 Cam Hart CB - 3 Derwin James SS - 33 Deane Leonard CB - 22 Elijah Molden CB - 26 Asante Samuel Jr. CB - 29 Tarheeb Still CB - 36 Ja'Sir Taylor CB Special Team - 11 Cameron Dicker K - 47 Josh Harris LS - 16 J.K. Scott P Lista delle riserve - 53 Chris Collins OLB (IR) - 74 Tyler McLellan T (IR) - 31 Nick Niemann ILB (IR-DRF) - 94 Chris Rumph II OLB (IR) - 60 Bucky Williams C (IR) Squadra di allenamento - 61 Karsen Barnhart G - 41 Luke Benson TE - 98 Andrew Farmerl OLB - 44 Tucker Fisk TE - 35 Matt Hankins CB - 91 Christopher Hinton NT - 51 Jeremiah Jean-Baptiste ILB - 23 Tony Jefferson SS - 86 Cornelius Johnson WR - 39 Jaylen Johnson WR - 65 Alex Leatherwood T - 57 Tre'Mon Morris-Brash OLB - 62 Sam Mustipher C - 69 C.J. Okoye DE - 34 Jaret Patterson RB - 58 Shaquille Quarterman ILB - 83 Eric Tomlinson TE Roster aggiornato al 2 settembre 2024 53 attivi, 5 inattivi, 16 nella squadra di allenamento |
| Legenda - I rookie sono in corsivo. - Il primo ruolo è il principale mentre gli eventuali successivi indicano i ruoli secondari. - (IR) sta per Injured Reserve ed indica la lista ristretta per un solo giocatore infortunato che può tornare ad allenarsi dopo la settimana 6 e a rientrare in prima squadra dopo che questa ha giocato 8 partite. - (NF-Inj.) / (NF-Ill.) stanno rispettivamente per Non-Football Injured e Non-Football Illness ed indicano le liste dove viene inserito un giocatore che ha un infortunio o una malattia non dipendente dal football americano. - (PUP) sta per Physically Unable to Perform ed indica la lista dove viene inserito un giocatore mentre è in attesa di recuperare la condizione fisica. Nella stagione regolare dopo la sesta partita giocata dalla propria squadra, il giocatore ha tempo tre settimane per riprendere ad allenarsi, più tre settimane aggiuntive dal suo rientro agli allenamenti per rientrare in prima squadra. |

## Precampionato
Il 23 aprile 2025 la NFL annunciò che i Chargers avrebbero affrontato i Detroit Lions il 31 luglio 2025 nella partita del Pro Football Hall of Fame.
Per i Chargers sarà introdotto nella Hall of Fame l'ex tight end Antonio Gates. Gli altri avversari del precampionato furono resi noto il 15 maggio 2025.
| Precampionato     |           |           |                       |           |        |                                                   |                   |         |
| Settimana         | Data      | Ora (PT)  | Avversario            | Risultato | Record | Stadio                                            | TV                | Sintesi |
| Hall of Fame Game | 31 luglio | 5:00 p.m. | @ Detroit Lions       | V 34-7    | 1-0    | Tom Benson Hall of Fame Stadium (Canton, in Ohio) | NBC               | Sintesi |
| 1                 | 10 agosto | 1:05 p.m. | New Orleans Saints    | V 27-13   | 2-0    | SoFi Stadium                                      | LA/Estrella (CBS) | Sintesi |
| 2                 | 16 agosto | 4:00 p.m. | @ Los Angeles Rams    | S 22-23   | 2-1    | SoFi Stadium                                      | LA/Estrella (CBS) | Sintesi |
| 3                 | 23 agosto | 5:30 p.m. | @ San Francisco 49ers | -         | -      | Levi's Stadium                                    | LA/Estrella (CBS) | -       |

## Stagione regolare

### Calendario
Il calendario della stagione regolare fu reso noto il 14 maggio 2025.
| Stagione regolare |                    |                    |                         |                    |                    |                               |                    |                    |
| Settimana         | Data               | Ora (PT)           | Avversario              | Risultato          | Record             | Stadio                        | TV                 | Sintesi            |
| 1                 | 5 settembre        | 8:00 p.m.          | Kansas City Chiefs (I)  | -                  | -                  | Arena Corinthians (San Paolo) | YouTube            | -                  |
| 2                 | 15 settembre       | 7:00 p.m.          | @ Las Vegas Raiders (M) | -                  | -                  | Allegiant Stadium             | ESPN               | -                  |
| 3                 | 21 settembre       | 1:00 p.m.          | Denver Broncos          | -                  | -                  | SoFi Stadium                  | CBS                | -                  |
| 4                 | 28 settembre       | 10:00 a.m.         | @ New York Giants       | -                  | -                  | MetLife Stadium               | CBS                | -                  |
| 5                 | 5 ottobre          | 1:25 p.m.          | Washington Commanders   | -                  | -                  | SoFi Stadium                  | Fox                | -                  |
| 6                 | 12 ottobre         | 10:00 a.m.         | @ Miami Dolphins        | -                  | -                  | Hard Rock Stadium             | CBS                | -                  |
| 7                 | 19 ottobre         | 1:05 p.m.          | Indianapolis Colts      | -                  | -                  | SoFi Stadium                  | CBS                | -                  |
| 8                 | 23 ottobre         | 5:15 p.m.          | Minnesota Vikings (T)   | -                  | -                  | SoFi Stadium                  | Prime Video        | -                  |
| 9                 | 2 novembre         | 10:00 a.m.         | @ Tennessee Titans      | -                  | -                  | Nissan Stadium                | CBS                | -                  |
| 10                | 9 novembre         | 5:20 p.m.          | Pittsburgh Steelers (S) | -                  | -                  | SoFi Stadium                  | NBC                | -                  |
| 11                | 16 novembre        | 10:00 a.m.         | @ Jacksonville Jaguars  | -                  | -                  | EverBank Stadium              | CBS                | -                  |
| 12                | Settimana di pausa | Settimana di pausa | Settimana di pausa      | Settimana di pausa | Settimana di pausa | Settimana di pausa            | Settimana di pausa | Settimana di pausa |
| 13                | 30 novembre        | 1:25 p.m.          | Las Vegas Raiders       | -                  | -                  | SoFi Stadium                  | CBS                | -                  |
| 14                | 8 dicembre         | 5:15 p.m.          | Philadelphia Eagles (M) | -                  | -                  | SoFi Stadium                  | ESPN/ABC           | -                  |
| 15                | 14 dicembre        | 10:00 a.m.         | @ Kansas City Chiefs    | -                  | -                  | Arrowhead Stadium             | CBS                | -                  |
| 16                | 21 dicembre        | 10:00 a.m.         | @ Dallas Cowboys        | -                  | -                  | AT&T Stadium                  | Fox                | -                  |
| 17                | Da def.            | Da def.            | Houston Texans          | -                  | -                  | SoFi Stadium                  | Da def.            | -                  |
| 18                | Da def.            | Da def.            | @ Denver Broncos        | -                  | -                  | Empower Field at Mile High    | Da def.            | -                  |

Note:
- Gli avversari della propria division sono in grassetto.
- Il simbolo "@" indica una partita giocata in trasferta.
- (M) indica il Monday Night Football, (T) il Thursday Night Football, (S) il Sunday Night Football e (I) una partita delle NFL International Series.
- Dall'undicesimo al diciassettesimo turno si adotta una programmazione flessibile: le partite programmate per il Sunday Night Football, il Monday Night Football e il Thursday Night Football sono programmate in via provvisoria e sono eventualmente soggette a modifiche.
- Data e orario della gara del diciottesimo turno saranno stabilite dopo lo svolgimento del diciassettesimo turno.